# Girl Gone Wild
Girl Gone Wild ist ein Popsong der amerikanischen Sängerin Madonna.
Der Song ist die zweite Singleauskopplung des zwölften Studioalbums von Madonna, MDNA. Das komplett in Schwarz-Weiß gehaltene Musikvideo hatte seine Premiere am 20. März 2012.

## Musikstil

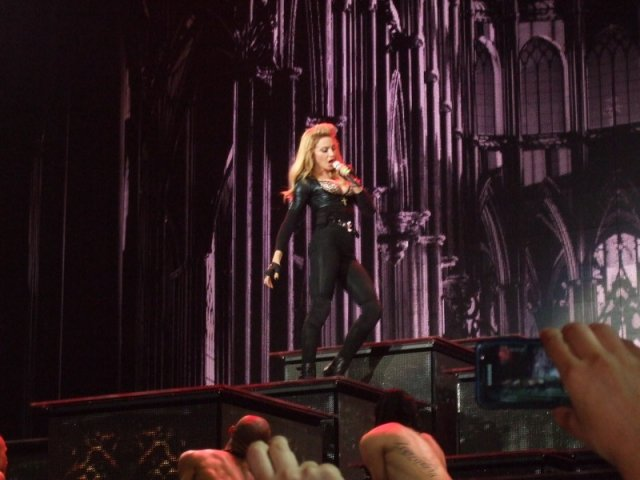
Madonna singt Girl Gone Wild während ihrer MDNA Tour 2012

Das Stück ist ein Dance-Pop - bzw. Electropop-Song mit Einflüssen aus Electro- und House-Musik.

## Geschichte
Das Stück wurde vom italienischen House-Produzenten Benny Benassi produziert. Dieser produzierte einige Demos und schickte sie zu Jenson Vaughan, der den Text schrieb.

## Rezeption
Das Stück wurde mit gemischten Reaktionen bedacht. Keith Caulfield von Billboard.com schrieb, das Stück sei „very dance-by-the-numbers with Madonna“ („Tanzen nach Zahlen mit Madonna“). Jon Dolan vom Rolling Stone schrieb, das Stück „smartly inverts the overpowering apocalypse pump of "Till the World Ends" into Euro-spa electro burble that's buoyant and warm-rinse soothing. It's the sound of a woman who hits the dancefloor for restoration more than craziness.“ („Dies ist der Sound einer Frau, die die Tanzfläche mehr für die Wiederherstellung/Gesundung betritt, als zum Ausflippen.“)

### Chartplatzierungen
| ChartsChartplatzierungen     | Höchstplatzierung | Wochen |
| ---------------------------- | ----------------- | ------ |
| Österreich (Ö3)              | 62 (1 Wo.)        | 1      |
| Schweiz (IFPI)               | 29 (9 Wo.)        | 9      |
| Vereinigtes Königreich (OCC) | 73 (1 Wo.)        | 1      |

### Auszeichnungen für Musikverkäufe
| Land/Region     | Auszeichnungen für Musikverkäufe (Land/Region, Auszeichnung, Verkäufe) | Verkäufe |
| --------------- | ---------------------------------------------------------------------- | -------- |
| Brasilien (PMB) | Platin                                                                 | 60.000   |
| Italien (FIMI)  | Platin                                                                 | 30.000   |
| Insgesamt       | 2× Platin ·                                                            | 90.000   |

Hauptartikel: Madonna (Künstlerin)/Auszeichnungen für Musikverkäufe